# Vertikal (film fra 1994)
|  | Denne artikel er oprettet af botten PalnaBot ud fra en ekstern database. Den kan derfor have sproglige fejl eller mangler. Denne skabelon kan fjernes efter kontrol af indholdet. |

 For alternative betydninger, se Vertikal (flertydig). (Se også artikler, som begynder med Vertikal)
Vertikal er en film instrueret af Jenö Farkas efter manuskript af Jenö Farkas.

## Handling
Ensom mand indespærret i en krukke. Opløst ægteskab og savn af søn. Af hjem. Pludselig rod- og rastløs. Guldøl og mulig opløsning. Selvmord frister. Fra dette absolutte nulpunkt begiver en mand sig på rejse ' "smid de tunge, mørke slør og ret blikket mod den levende verden. Den vandrende har hele verden som sit hjem". Det bliver en rejse med tog og skib. Til fods i fremmede landskaber. Iagttagende og reflekterende. En ydre og indre rejse. Med minder og mod erkendelse. Og rejsen slutter ved havet, livets begyndelse ' "Vi kom til verden med det store urbillede i os. Det er livgivende som solen og dens varmende stråler. Det er transparent som havet, som himlen, som krystallyset, som glansen af guld. Paradis! Alt dette bærer vi i os som sjælens signatur."